# Josip Mišić
Josip Mišić (ur. 28 czerwca 1994 w Vinkovci) – chorwacki piłkarz grający na pozycji pomocnika w Dinamie Zagrzeb.

## Życiorys
W czasach juniorskich trenował w NK Zrinski Bošnjaci (2002–2005) i NK Osijek (2005–2012). W 2012 roku dołączył do pierwszego zespołu tego drugiego. W rozgrywkach Prvej hrvatskiej nogometnej ligi zadebiutował 10 sierpnia 2012 w wygranym 3:0 meczu z Interem Zaprešić, w którym zdobył gola. 26 stycznia 2015 odszedł do HNK Rijeka. Po siedmiu miesiącach został wypożyczony do włoskiego Spezia Calcio na czas trwania sezonu 2015/2016. W sezonie 2016/2017 zdobył wraz z Rijeką mistrzostwo i puchar kraju. 6 stycznia 2018 został piłkarzem portugalskiego Sportingu CP. Kwota transferu wyniosła około 2,75 miliona euro. Pierwszy mecz w rozgrywkach Primeira Liga rozegrał 26 lutego 2018 z Moreirense FC (1:0 dla Sportingu). Na boisko wszedł wtedy w 68. minucie, zastępując Bryana Ruiza. 17 stycznia 2019 został wypożyczony do greckiego PAOK FC, a 19 października 2020 do Dinama Zagrzeb.
W reprezentacji Chorwacji zadebiutował 11 stycznia 2017 w zremisowanym 1:1 spotkaniu z Chile.